# Елизаветино (Ульяновский район)
Елизаве́тино — деревня в Тетюшском сельском поселении Ульяновском районе Ульяновской области.

## История
Эта деревня основана в начале XIX века Тетюшским помещиком Ростиславом Евграфовичем Татищевым и названа в честь родившейся тогда у него дочери Елизаветы (1786—1860), впоследствии княгини Вяземской. 
Деревня Елизаветино образовалась постепенно, из бывшего на её месте хутора и мельницы на р. Трофимовке, в пяти верстах от с. Тетюшского.
Князь Николай Сергеевич Вяземский наделил здесь своих крестьян, при их освобождении в 1861 г., 552 десятинами удобной земли (усадебной 30 дес, пашни 464 дес. 1383 саж., выгону 16 дес. и мелкого леса, вскоре же обращенного в пашню, 41 дес. 1017 саж.); тогда их было 134 души (43 двора).

## Население
В 1861 году - 134 души (43 двора); 
В 1900 году в дер. Елизаветине (при рч. Трофимовке, в 6 вер.; н. р.) в 44 двор. 156 м. и 170 ж.;
В 1903 году население этой деревни значительно увеличилось и состояло из 217 мужчин и 226 женщин (65 дворов).
На 2010 год - 17 человек.

## Галерея
- Герб рода князей Татищевых.